# Miro (monarca)
Miro ou Ariomiro I, rei da Galécia sueva (559-583). Braga, juntamente com Toledo, eram, à época, importantes centros religiosos. A Diocese de Braga exercia papel importante na vida religiosa e nas decisões da Igreja, aí se deu em (571), sob a convocação do rei, o II Concílio de Braga. Nesse mesmo ano Miro levou a cabo uma campanha contra um povo do norte da Hispânia, de Cantábria ou Vascônia, chamado runcões. Esta campanha, além das suas fronteiras, provocou a reacção de Leovigildo, rei dos Visigodos, que empreendeu uma campanha, de advertência ou retaliação, contra o reino suevo. A guerra desenvolveu-se no vale do Douro entre 572 e 574, e Leovigildo conseguiu empurrar os Suevos para norte e fundar a Villa Gothorum (hoje Toro). Em seguida Leovigildo submeteu os Cântabros. O controlo de Toro e de Astorga abriu aos Visigodos o caminho da Galécia sueva, que foi invadida em 575. Tendo perdido Ourense e toda a Lusitânia, e sendo atacado nas cidades do Porto e de Braga, Miro pediu a paz, submetendo-se ao rei visigodo.
Pouco tempo depois, quando Hermenegildo, filho de Leovigildo e católico, se revoltou contra o seu pai, Miro apoiou-o e atacou Sevilha em 583. Hermenegildo acabou por ser capturado e executado e Miro, o seu aliado suevo, viu-se novamente obrigado a fazer a paz com Leovigildo e a retirar-se.